# Kamionki (Moczyły)
Kamionki (występuje również wariant nazewniczy Kamionka; do 1945 niem. Unter Schöningen) – przysiółek wsi Moczyły w Polsce położony w województwie zachodniopomorskim, w powiecie polickim, w gminie Kołbaskowo.
W latach 1975–1998 miejscowość administracyjnie należała do województwa szczecińskiego.